# Мануел Баумбах
Мануел Баумбах (8. јануар 1970, Минстер) немачки је класични филолог.
Након завршетка Гимназије Дионизијанум у Рајнеу 1989, најпре је студирао енглески, латински и филозофију на Универзитету у Инзбруку (1990-1991), али се преписао 1991. на студије класичне филологије у Хајделбергу. Од 1992. до 1993. студирао је на Христовом колеџу Универзитета у Кембриџу. Након тога је наставио своје студије у Хајделбергу које је завршио 1997. одбранивши докторат на тему „Лукијан у Немачкој. Анализа историје истраживања и рецепције од хуманизма до садашњости“ (Lukian in Deutschland. Eine forschungs- und rezeptionsgeschichtliche Analyse vom Humanismus bis zur Gegenwart) код Глена В. Моста.
Од 1997. до 2004. био је научни асистент у Хајделбергу, а 2001/2002. је као млађи истраживач (Junior Fellow) похађао Центар за хеленске студије Универзитета Харвард. Јуна 2005. хабилитирао се на Универзитету у Гисену за класичну филологију. Од марта 2005. до септембра 2009. држао је као гостујући професор катедру за грецистику на Универзитету у Цириху. Октобра 2009. прихватио је место на Рурском универзитету у Бохуму, наследивши Бернда Ефа.